# Cotoca
Cotoca è un comune (municipio in spagnolo) della Bolivia nella provincia di Andrés Ibáñez (dipartimento di Santa Cruz) con 56.541 abitanti (dato 2010).
A Cotoca si trova il Santuario della "Virgen de Cotoca", patrona dell'oriente boliviano. La festa religiosa cade l'8 dicembre ed è meta di numerosi pellegrini provenienti oltre che da Santa Cruz de la Sierra, anche da altre parti della Bolivia.
La città di Cotoca è conosciuta oltre che per la sua cucina tipica anche per le sue attività artigianali, specialmente la ceramica. Caratteristico è il suo mercato che si estende per tutto il paese

## Cantoni
Il comune è suddiviso in 2 cantoni:
- Cotoca
- Puerto Pailas